# Локалитет Раковачки мали поток
Локалитет Раковачки мали поток је локалитет у режиму заштите I степена, површине 72,39ha, у централном делу НП Фрушка гора.
Налази се у ГЈ 3804 Поповица-Мајдан-Змајевац, одељења 53 (одсеци „б”, „ц”, „д”, „е”, „ф”, „г”, „х”, „и”, „ј”, и „к”), 54 (одсеци „б”, „ц”, „д”, „е”, „ф”, „г”, „х”, „и”, „ј”, „к”, „л” и „м”), 56 (одсеци „б”, „ц”, „д”, „е”, „ф”, „г”, „х”, „и” и „ј”). Локалитет представља шумски екосистем у сливу Раковачког малог потока значајан за станишта угрожених врста птица.